# オマキニシキヘビ属
オマキニシキヘビ属（尾巻錦蛇属、Morelia）は、爬虫綱有鱗目ヘビ亜目ニシキヘビ科に属する属。

## 分布
インドネシア、オーストラリア、パプアニューギニア

## 形態
緑一色の種や虹色の光沢を持つ種等主にニシキヘビとして知られる体色をした種は少ない。また島嶼に分布するためか地域により体形や体色の変異が大きい。樹上棲傾向が強いためか体形は細い種が多い。樹上棲で動きが素早かったり飛んでいる獲物を逃がさないためか顎の筋肉が発達しており、後頭部が盛り上がっている。

## 生態
熱帯雨林等の森林に生息する。多湿な環境を好む傾向がある。樹上棲ないし半樹上棲だが、樹上棲の強いミドリニシキヘビでも夜間に獲物を探すため地上に降りる。
食性は動物食で爬虫類、鳥類、哺乳類等を食べる。
繁殖形態は卵生。

## 分類
分類・和名は田原(2022)による。アメジストニシキヘビやベーレンニシキヘビなどはアメジストニシキヘビ属に移動され、オエンペリニシキヘビは独自の属に移動された。
- オマキニシキヘビ属 Morelia
  - Morelia azurea モエギニシキヘビ　Northern green tree python
  - Morelia bredli ナイリクニシキヘビ　Centralian python
  - Morelia carinata ザラツキニシキヘビ　Rough-scaled python
  - Morelia imbricata セイナンカーペットニシキヘビ Southwest carpet python
  - Morelia spilota カーペットニシキヘビ　Carpet python
  - Morelia viridis ミドリニシキヘビ　Green tree python

## 人間との関係
性質は総じて荒い種が多く（カーペットニシキヘビは大人しい個体も多いが、立体的なレイアウトにすると気が荒くなるとされる。）前述のように顎の筋肉が発達しているため、あまり触れ合いを楽しむタイプの動物ではない。

## 画像

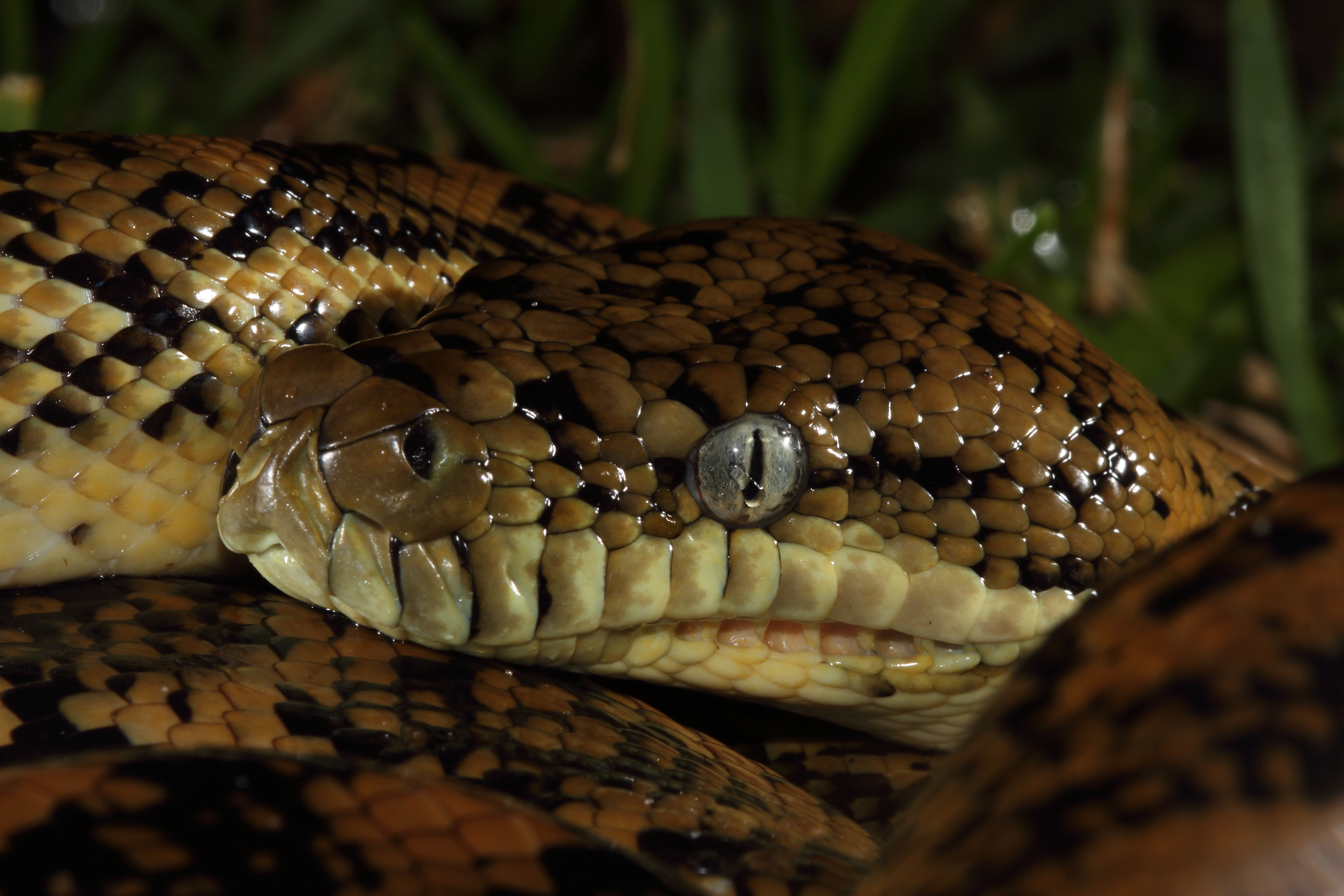
カーペットニシキヘビ Morelia spilota
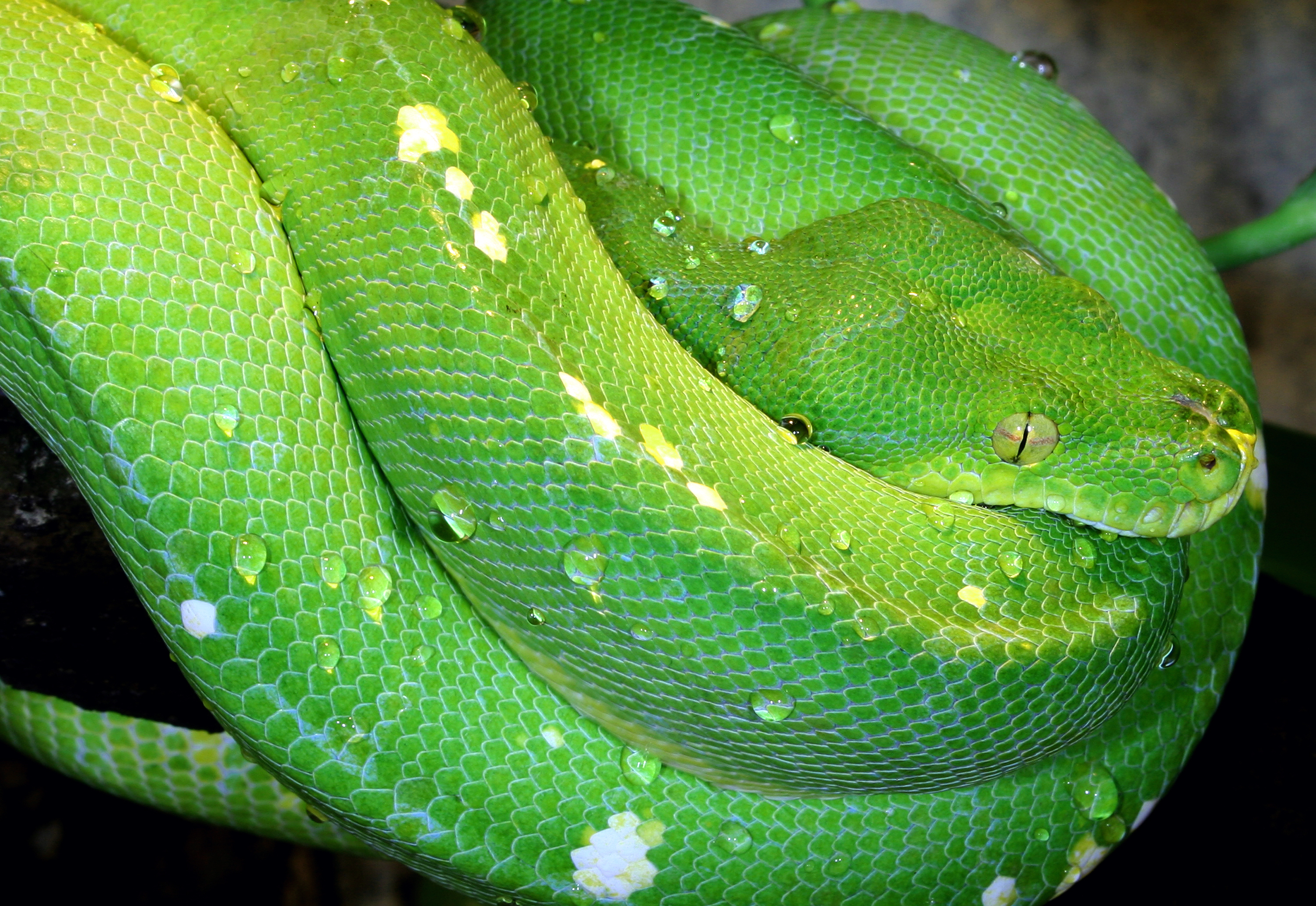
ミドリニシキヘビ Morelia viridis